# The Killing of a Sacred Deer
The Killing of a Sacred Deer (bra: O Sacrifício do Cervo Sagrado; prt: O Sacrifício de Um Cervo Sagrado) é um filme franco-irlando-britânico de terror psicológico de 2017 dirigido por Yorgos Lanthimos, com roteiro de Lanthimos e Efthymis Filippou. Estrelado por Colin Farrell e Nicole Kidman, estreou no Festival de Cannes 2017, no qual competiu para a Palm d'Or.

## Elenco
- Colin Farrell como Steven Murphy
- Nicole Kidman como Anna Murphy
- Raffey Cassidy como Kim Murphy
- Bill Camp como Matthew
- Alicia Silverstone como mãe de Martin
- Barry Keoghan como Martin
- Sunny Suljic como Bob Murphy

## Recepção
No consenso do agregador de críticas Rotten Tomatoes diz que o filme "continua a teimosa idiossincrasia do diretor Yorgos Lanthimos - e demonstra novamente que ele é um talento que não deve ser ignorado". Na pontuação onde a equipe do site categoriza as opiniões da grande mídia e da mídia independente apenas como positivas ou negativas, o filme tem um índice de aprovação de 80% calculado com base em 279 comentários dos críticos. Por comparação, com as mesmas opiniões sendo calculadas usando uma média aritmética ponderada, a nota alcançada é 7,7/10. Em outro agregador, o Metacritic, que calcula as notas das opiniões usando somente uma média aritmética ponderada de determinados veículos de comunicação em maior parte da grande mídia, tem uma pontuação de 73/100, alcançada com base em 45 avaliações da imprensa anexadas no site, com a indicação de "revisões geralmente favoráveis."